# Masters de Madrid 2003
El Masters de Madrid 2003 (también conocido como Mutua Madrileña Masters Madrid por razones de patrocinio) fue un torneo de tenis jugado sobre pista dura. Fue la segunda edición de este torneo. El torneo masculino formó parte de los ATP World Tour Masters 1000 en la ATP. Se celebró entre el 13 y el 19 de octubre de 2003.

## Campeones

### Individuales masculinos
Juan Carlos Ferrero vence a  Nicolás Massú, 6–3, 6–4, 6–3.

### Dobles masculinos
Mahesh Bhupathi /  Max Mirnyi vencen a  Wayne Black /  Kevin Ullyett,  6–2, 2–6, 6–3.